# Акантокаліціум
Акантокаліціум (Acanthocalycium) — рід сукулентних рослин з родини кактусових.

## Етимологія

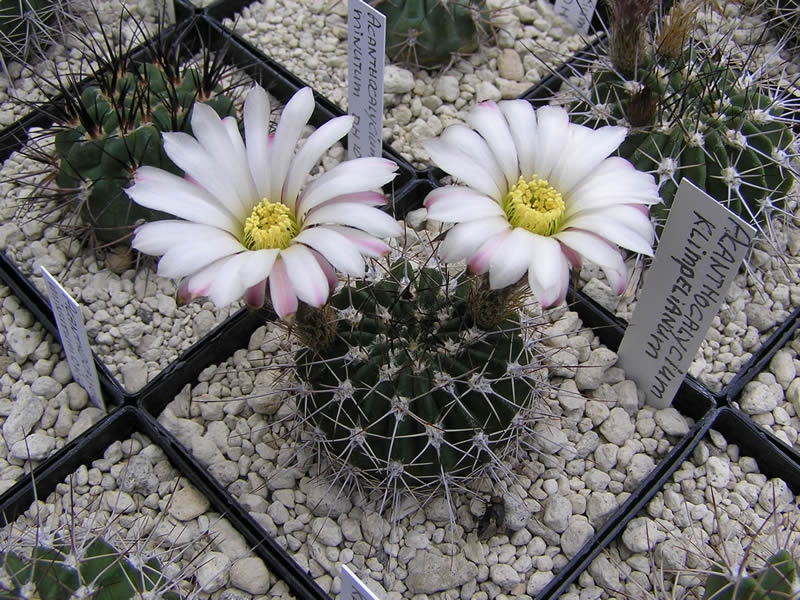
Acanthocalycium klimpelianum

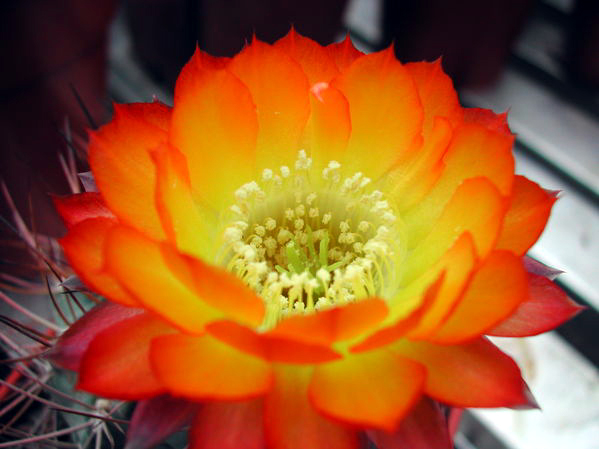
Квітка Acanthocalycium glaucum

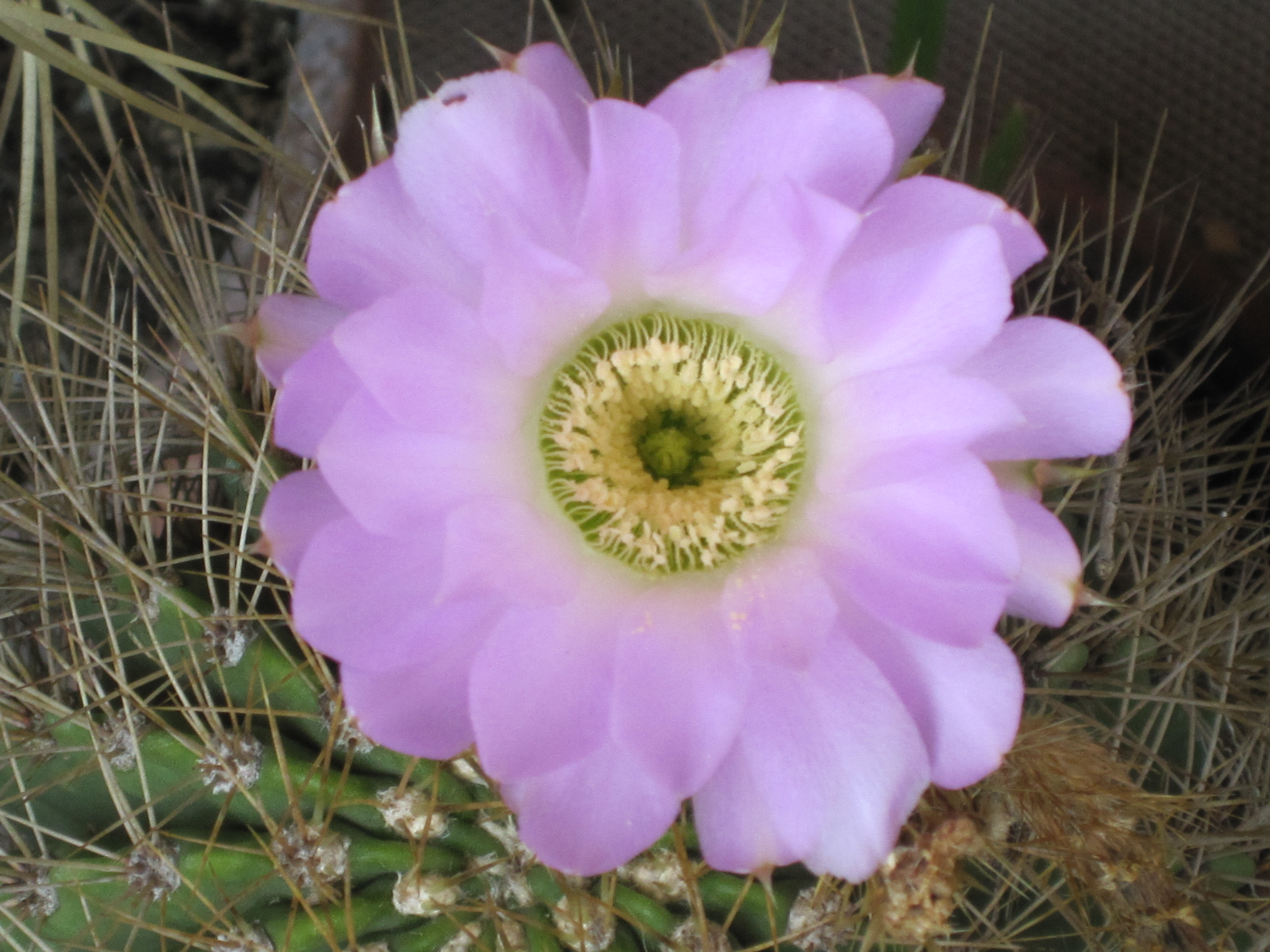
Квітка Acanthocalycium violaceum

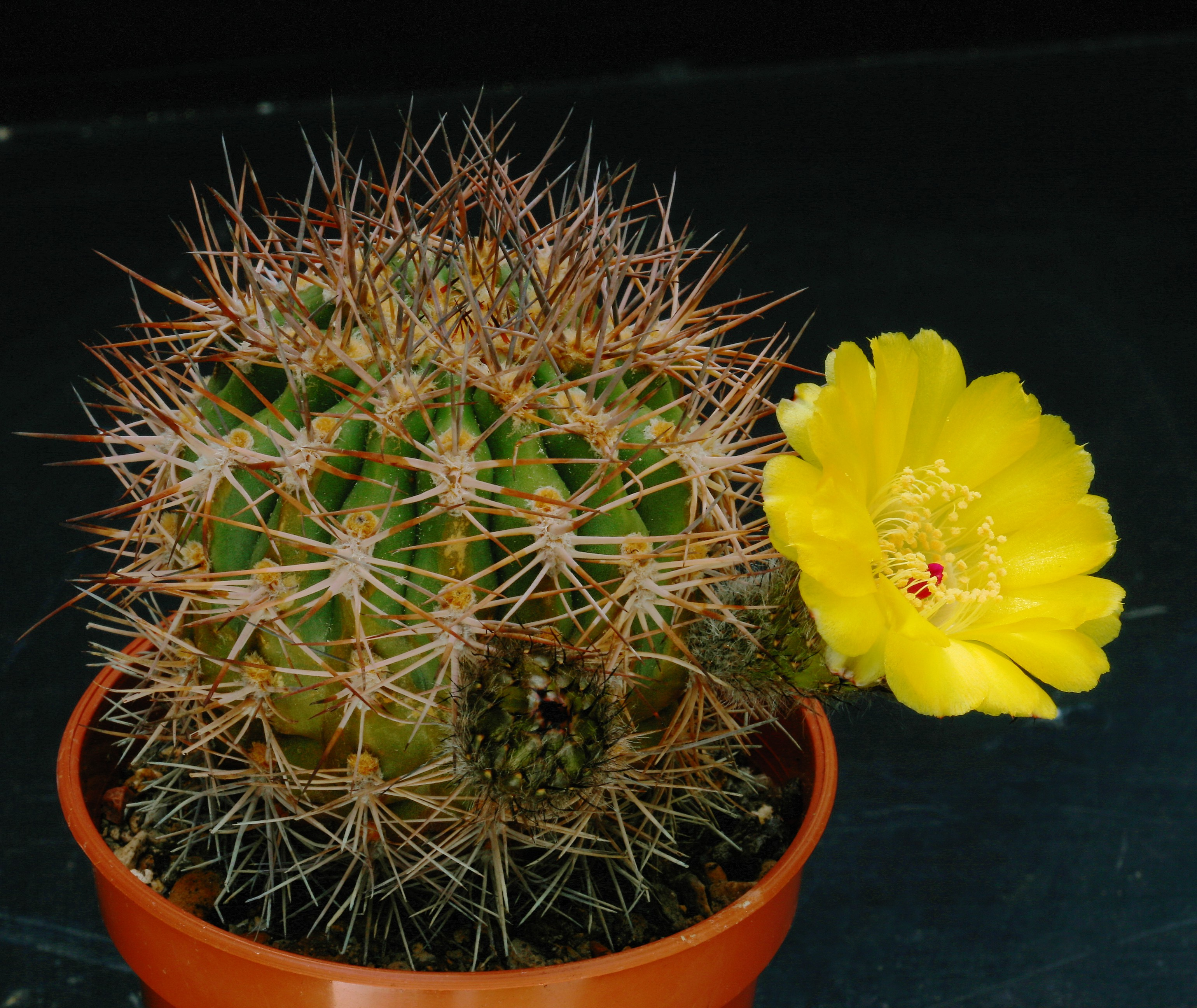
Acanthocalycium thionanthum

Назва цього роду походить від грецьких слів грец. Acantha — колючка) і «calyx» — чашечка. Ознакою роду є лусочки з колючими кінцями на зав'язі і чашечці квітки, і повстяне кільце всередині зіва квітки.

## Розповсюдження та екологія
Ареал Акантокаліціума охоплює гірські області Північної Аргентини (провінції Сальта, Катамарка, Тукуман і Кордова) на висоті до 1 000 м над рівнем моря, де вони ростуть в тріщинах, заглибленнях гірських порід і внутрішніх високогірних долинах з розвиненим травостоєм.

## Історія систематики
Раніше види роду Акантокаліціум належали до роду Ехінопсис (Echinopsis). У 1936 році Acanthocalycium був описаний Куртом Баккебергом (нім. Kurt Backeberg) як самостійний рід, проте і тепер багато таксономістів роблять спроби віднести його до роду Echinopsis, це обґрунтовується тим, що єдина відмінність між цими родами полягає лише в будові квітки. За різними оцінками рід акантокаліціум налічує від 3 до 13 видів.

## Морфологічний опис
Стебло: досить велике кулясте, іноді з віком подовжується і стає циліндричним від 10 до 60 см заввишки.
Ребра: від 15 до 20 або більше — залежно від виду, добре виражені, на ребрах ледь помітні бугорці.
Ареоли: повстяні, подовжені, рідко розташовані.
Колючки: центральних 1-6 до 3 см завдовжки, радіальних колючок 5-20 0,5-2 см завдовжки; залежно від віку і від виду кактуса вони бувають жорсткими і пружними, прямими або злегка зігнутими, їх колір може бути від білого, жовто-червоного до коричнево-чорного.
Квітки: завдовжки 3-6 см, до 7,5 см в діаметрі, воронкоподібні, білі, жовті, рожеві, бузкові або червонуваті. Квіткова трубка і зав'язь покриті паперовими або плівчастими загостреними жорсткими лусочками. Навколо маточки, розташованої усередині зіву, є невелике повстяне опушення у вигляді кільця. Цвітіння зазвичай відбувається, коли діаметр акантокаліціума досягає 6 см.
Плоди: темно-зелені, кулясті, діаметром близько 2 см.
Насіння: великі, від темно-коричневих до чорних.
Розмноження: живцюванням, насінням.

## Утримання в культурі
Рослини цього виду мало поширені в колекціях, проте в культурі рослини невибагливі. Люблять повне сонце, свіже повітря і водо- і повітропроникний субстрат. pH — близько 5,6. У період росту їм потрібен рясний полив, узимку — прохолодне і сухе утримання при температурі 8 — 10 °C. Пересадку роблять не частіше 1 разу на 2-3 роки способом перевалки, тому що акантокаліціуми не дуже добре переносить цю процедуру.